# 195
El año 195 (CXCV) fue un año común comenzado en miércoles del calendario juliano, en vigor en aquella fecha.
En el Imperio romano el año fue nombrado el del consulado de Escápula y Clemente, o menos frecuentemente, como el 948 ab urbe condita, siendo su denominación como 195 a principios de la Edad Media, al establecerse el anno Domini.

## Acontecimientos

### Imperio romano
- Dentro de las luchas por el poder y el momento tumultuoso tras la muerte de Cómodo y el año de los cinco emperadores, el emperador Septimio Severo hace que el Senado deifique a Cómodo en un intento de ganarse el favor de la familia de Marco Aurelio. Además, Caracalla recibe el apellido "Caesar".
- Vologases V de Partia invade Mesopotamia, que se encuentra bajo el gobierno romano y Severo viaja a Mesopotamia para combatir a los partos.
- La provincia romana de Siria es dividida y el papel de Antioquía disminuye.
- Clodio Albino, que ha sido proclamado emperador en Britania rompiendo su alianza con Septimio Severo, cruza a la Galia con sus legiones, mientras al mismo tiempo recluta nuevos soldados. Pronto es la cabeza de un ejército de 150.000 hombres. Severo, todavía en Mesopotamia, regresa rápidamente a Roma. Hispania romana se declara partidaria de Clodio Albino, sufriendo la represión de Septimio Severo.[1]
- Severo devalúa el denario. La moneda contiene ahora solo 50% de metal precioso.

### Asia
- Último (segundo) año de la era Xingping en la China de la dinastía Han.
- En China, la Federación Xiongnu cruza la Gran Muralla y se establece en la provincia de Shanxi .